# Галаганівська сільська рада (Чигиринський район)
Галага́нівська сільська́ ра́да — адміністративно-територіальна одиниця та орган місцевого самоврядування в Чигиринському районі Черкаської області. Адміністративний центр — село Галаганівка.

## Загальні відомості
- Населення ради: 926 осіб (станом на 2001 рік)

## Населені пункти
Сільській раді підпорядковані населені пункти:
- с. Галаганівка

## Склад ради
Рада складається з 14 депутатів та голови.
- Голова ради: Некраса Ольга Іванівна
- Секретар ради: Устенко Марія Григорівна

### Керівний склад попередніх скликань
| Прізвище, ім'я, по батькові | Основні відомості                                                                       | Дата обрання | Дата звільнення |
| --------------------------- | --------------------------------------------------------------------------------------- | ------------ | --------------- |
| Потапенко Микола Савович    | Сільський голова, 1948 року народження                                                  | 26.03.2006   | 31.10.2010      |
| Кисіль Василь Леонідович    | Сільський голова, 1959 року народження, освіта середня спеціальна, член Партії регіонів | 31.10.2010   |                 |

Примітка: таблиця складена за даними сайту Верховної Ради України

### Депутати
За результатами місцевих виборів 2010 року депутатами ради стали:

#### За суб'єктами висування
| Суб'єкт висування | Кількість обраних депутатів | %    |
| ----------------- | --------------------------- | ---- |
| Самовисування     | 12                          | 85,7 |
| Народна партія    | 2                           | 14,3 |

#### За округами
| № округу       | Прізвище, ім'я, по батькові         | Дата визнання обраним | Освіта  | Партійна приналежність                                        | Відомості про обраного депутата             |
| -------------- | ----------------------------------- | --------------------- | ------- | ------------------------------------------------------------- | ------------------------------------------- |
| Народна Партія |                                     |                       |         |                                                               |                                             |
| 1              | Лифарьова Тетяна Миколаївна         | 01.11.2010            | середня | позапартійна                                                  | тимчасово не працює                         |
| 11             | Іващенко Наталія Михайлівна         | 01.11.2010            | вища    | позапартійна                                                  | Галаганівський НВК, вчитель                 |
| Самовисування  |                                     |                       |         |                                                               |                                             |
| 2              | Ковтун Наталія Іванівна             | 01.11.2010            | вища    | член Партії регіонів                                          | Галаганівська сільська рада, землевпорядник |
| 3              | Беденко Тетяна Григорівна           | 01.11.2010            | вища    | член Соціально-екологічної партії «Союз. Чорнобиль. Україна.» | Станція захисту рослин, в.о. начальника     |
| 4              | Назаренко Федір Федорович           | 01.11.2010            | середня | позапартійний                                                 | пенсіонер                                   |
| 5              | Устенко Марія Григорівна            | 01.11.2010            | вища    | член Партії регіонів                                          | Галаганівська сільська рада, секретар       |
| 6              | Кисіль Любов Іванівна               | 01.11.2010            | вища    | позапартійна                                                  | пенсіонер                                   |
| 7              | Шевченко Ніна Олексіївна            | 01.11.2010            | вища    | член Партії регіонів                                          | Галаганівський НВК, вчитель                 |
| 8              | Ключник Віктор Семенович            | 01.11.2010            | вища    | позапартійний                                                 | СДПЧ-21, пожежник                           |
| 9              | Некраса Ольга Іванівна              | 01.11.2010            | вища    | член Партії регіонів                                          | Галаганівський НВК, вчитель                 |
| 10             | Сопільняк Любов Іванівна            | 01.11.2010            | вища    | член Партії регіонів                                          | тимчасово не працює                         |
| 12             | Устенко Наталія Миколаївна          | 01.11.2010            | вища    | позапартійна                                                  | приватний підприємець                       |
| 13             | Чепурна Валентина Іванівна          | 01.11.2010            | вища    | позапартійна                                                  | пенсіонер                                   |
| 14             | Мирошниченко Галина Баймухамбетовна | 01.11.2010            | вища    | член Партії регіонів                                          | Галаганівська сільська рада, касир          |